# Karel Kroupa (1980)
Karel Kroupa (* 27. dubna 1980, Brno) je český fotbalový útočník, který od srpna 2020 působí v FC Svratka Brno. Je odchovancem Zbrojovky Brno, kde strávil největší část své kariéry. Mimo ČR působil v Turecku v Denizlisporu a na Slovensku v MFK Ružomberok, FK Senica a FC Nitra.
Je synem slavného fotbalisty Karla Kroupy, jeho sestrou je basketbalistka Barbora Kašpárková a starším bratrem bývalý fotbalový brankář Mgr. Michal Kroupa.

## Klubová kariéra
Odchovanec Zbrojovky Brno. Hrál za kluby FC Zbrojovka Brno, FC Dukla SEKOPT Hranice, FK Mladá Boleslav, FK Baník Ratíškovice, 1. FK Drnovice, FK Teplice, Denizlispor, SK Kladno, FC Tescoma Zlín, MFK Ružomberok, FK Senica a FC Nitra. V sezóně 2009/10 byl společně s Pavlem Černým a Danim Chigou se 14 góly nejlepším střelcem druhé české ligy.. V evropských pohárech nastoupil ve 2 utkáních. V lize nastoupil ve 156 utkáních a dal 19 gólů. V zimě 2013 zamířil na testy do FC Vysočina Jihlava. 25. července 2014 odešel hostovat do 1. SK Prostějov. V dresu Prostějova během 6 sezon odehrál 143 utkání, vstřelil 82 branky a dvakrát pomohl k postupu do druhé nejvyšší soutěže (2015/16 a 2017/18).
Třikrát se stal nejlepším střelcem MSFL, aktuálně je pátým nejlepším střelcem této soutěže v historii s 87 brankami (B-mužstvo Zbrojovky 15, Dukla Hranice 2 a Prostějov 70) – platné po skončení ročníku 2020/21.

### FC Zbrojovka Brno
V březnu 2013 přestoupil do FC Zbrojovka Brno. 22. května 2013 vstřelil hlavou gól na průběžných 2:0 v zápase proti hostující Spartě Praha. Utkání skončilo vítězstvím moravského celku 3:2. Byl to jeho druhý ligový gól v dresu Brna (od jarního přestupu), první vstřelil o týden dříve 14. května proti dalšímu pražskému klubu FK Dukla Praha (také výhra 3:2).

## Ligová bilance
Aktuální ke konci sezony 2017/18
| Ročník                          | Zápasy | Góly | Klub                  |
| ------------------------------- | ------ | ---- | --------------------- |
| Gambrinus liga 2000/01          | 5      | 0    | FC Stavo Artikel Brno |
| 2. česká fotbalová liga 2001/02 | 11     | 3    | FK Mladá Boleslav     |
| 2. česká fotbalová liga 2001/02 | 7      | 0    | FK Baník Ratíškovice  |
| 2. česká fotbalová liga 2002/03 | 24     | 3    | FK Mladá Boleslav     |
| Gambrinus liga 2003/04          | 22     | 3    | 1. FC Brno            |
| 2. česká fotbalová liga 2003/04 | 15     | 7    | 1. FC Brno „B“        |
| Gambrinus liga 2004/05          | 29     | 2    | 1. FC Brno            |
| 2. česká fotbalová liga 2004/05 | 7      | 2    | 1. FC Brno „B“        |
| 2. česká fotbalová liga 2005/06 | 13     | 5    | 1. FK Drnovice        |
| Gambrinus liga 2005/06          | 8      | 0    | FK Teplice            |
| Gambrinus liga 2006/07          | 12     | 3    | FK Teplice            |
| Süper Lig 2006/07               | 10     | 0    | Denizlispor           |
| Gambrinus liga 2007/08          | 9      | 1    | FK Teplice            |
| Gambrinus liga 2007/08          | 13     | 1    | SK Kladno             |
| Gambrinus liga 2008/09          | 25     | 6    | FC Tescoma Zlín       |
| 2. česká fotbalová liga 2009/10 | 27     | 14   | FC Tescoma Zlín       |
| Corgoň liga 2010/11             | 18     | 4    | MFK Ružomberok        |
| 2. česká fotbalová liga 2010/11 | 13     | 6    | FC Tescoma Zlín       |
| Corgoň liga 2011/12             | 11     | 2    | FK Senica             |
| Corgoň liga 2011/12             | 14     | 2    | FC Nitra              |
| Corgoň liga 2012/13             | 14     | 0    | FC Nitra              |
| Gambrinus liga 2012/13          | 9      | 2    | FC Zbrojovka Brno     |
| Gambrinus liga 2013/14          | 24     | 1    | FC Zbrojovka Brno     |
| Fortuna národní liga 2016/17    | 16     | 4    | 1. SK Prostějov       |
| Fortuna:Národní liga 2018/19    | 23     | 7    | 1. SK Prostějov       |
| Fortuna:Národní liga 2019/20    | 17     | 1    | 1. SK Prostějov       |
| CELKEM 1. LIGY                  | 223    | 27   |                       |
| CELKEM 2. LIGA                  | 173    | 52   |                       |
| CELKEM MSFL                     | –      | 87   |                       |